# Institut International de Philosophie
L'Institut International de Philosophie (dal francese: Istituto Internazionale di Filosofia), abbreviato come IIP, noto anche come Weltakademie der Philosophen (dal tedesco: Accademia mondiale di filosofia), è il più alto organo scientifico al mondo nel campo della filosofia. L'istituto ha sede a Parigi.
Ne hanno fatto parte Jean-Paul Sartre, Bertrand Russell, Sarvepalli Radhakrishnan, Georg Henrik von Wright, Philippa Foot, Bernard Williams, Jean Wahl, Peter Strawson, Jan Patocka, Theodor Oizerman, Karl Löwith, Chen Bo, Raymond Klibansky, Tomonobu Imamichi, Giovanni Gentile, Hans-Georg Gadamer, and Ruth Barcan Marcus.

## Storia
L'istituto fu fondato nel 1937 da rappresentanti della Sorbona e dell'Università di Lund, con sede nella capitale francese. Il primo presidente e fondatore fu Léon Robin; i due fondatori e vicepresidenti furono Åke Petzäll (Svezia) e Raymond Bayer (Francia).

## Organizzazione
I membri sono eletti e il loro numero è limitato per statuto a 115 unità.
Il presidente è eletto per tre anni ed è coadiuvato due vicepresidenti. Insieme a tre delegati, rappresentano l'Accademia nel consiglio di amministrazione e verso l'esterno. Il segretario generale (rieleggibile) per molti anni è stato Pierre Aubenque (1929-2020). Attualmente il segretario generale è Pascal Engel (Paris IV / EHESS).
I membri vengono cooptati sulla base delle proposte dei membri provenienti da diverse nazioni dai Paesi con tradizioni filosofiche ritenute più importanti, circa cinque (per la Germania) e nove (per la Francia) filosofi sono membri dell'accademia; i Paesi più piccoli sono generalmente rappresentati da uno o due membri. Gli attuali cento membri circa provengono da quasi 40 paesi.

## Compiti
Il compito delle commissioni e del consiglio direttivo dell'accademia comprende soprattutto la comunicazione e la cooperazione filosofica a livello internazionale rette dalla ragione e dalla tolleranza, nonché l'apertura reciproca delle culture, delle tradizioni e delle mentalità e il dialogo con l'arte, la letteratura, la scienza, la tecnica e l'economia.
L'accademia pubblica opere di sintesi su tematiche filosofiche, bibliografie, cronache e resoconti di congressi.

## Presidenti onorari
- Jerzy Pelc (Polonia)
- Georg Henrik von Wright (Finlandia), presidente dal 1975 al 1977.
- David Pears (Gran Bretagna), presidente dal 1988 al 1990.
- Ruth Barcan Marcus (USA)
- Evandro Agazzi (Italia)
- Tomonobu Imamichi (Giappone)
- Jaakko Hintikka (Finlandia), presidente dal 1993 al 1996.
- Anne Fagot-Largeault (Francia)
- Hans Lenk (Germania), Präsident 2005–2008
- Tomás Calvo-Martinez (Spagna), 2008-2011
- Mircea Dumitru (Romania), 2017-2020
- Jure Zovko (Croazia), 2021-.